# Wätering
Die Wätering ist ein rechtsseitiger Nebenfluss der Hunte. Sie fließt ausschließlich im südlichen Bereich des Landkreises Diepholz (Niedersachsen).

## Name
Der Name wurde im Jahr 1616 („bet an die Lehe oder Wetterung“) erstmals schriftlich erwähnt. Er leitet sich vom niederdeutschen Wort Weteringe mit der Bedeutung „Wasserlauf, Abwässerungsgraben in den Marschen“ ab.

## Verlauf
Die etwa 7 km lange Wätering verläuft ausschließlich zwischen dem niedersächsischen Binnensee Dümmer und der niedersächsischen Kreisstadt Diepholz. Sie entspringt dem Dümmer, und zwar an seiner Nordseite beim Lembrucher Ortsteil Eickhöpen (Samtgemeinde Altes Amt Lemförde), fließt dann in nördlicher Richtung westlich der Bundesstraße 51 und zeitweise – im Bereich Graftlage – direkt neben ihr. In diesem Bereich ist unmittelbar westlich von ihr entlang einem Feldweg der Skulpturenpfad „Diepholz | Dümmer“ angelegt. Südlich des Stadtkerns von Diepholz, in der Nähe des „Fliegerhorstes“, mündet die Wätering in die Hunte, welche dann in nördlicher Richtung weiterfließt.

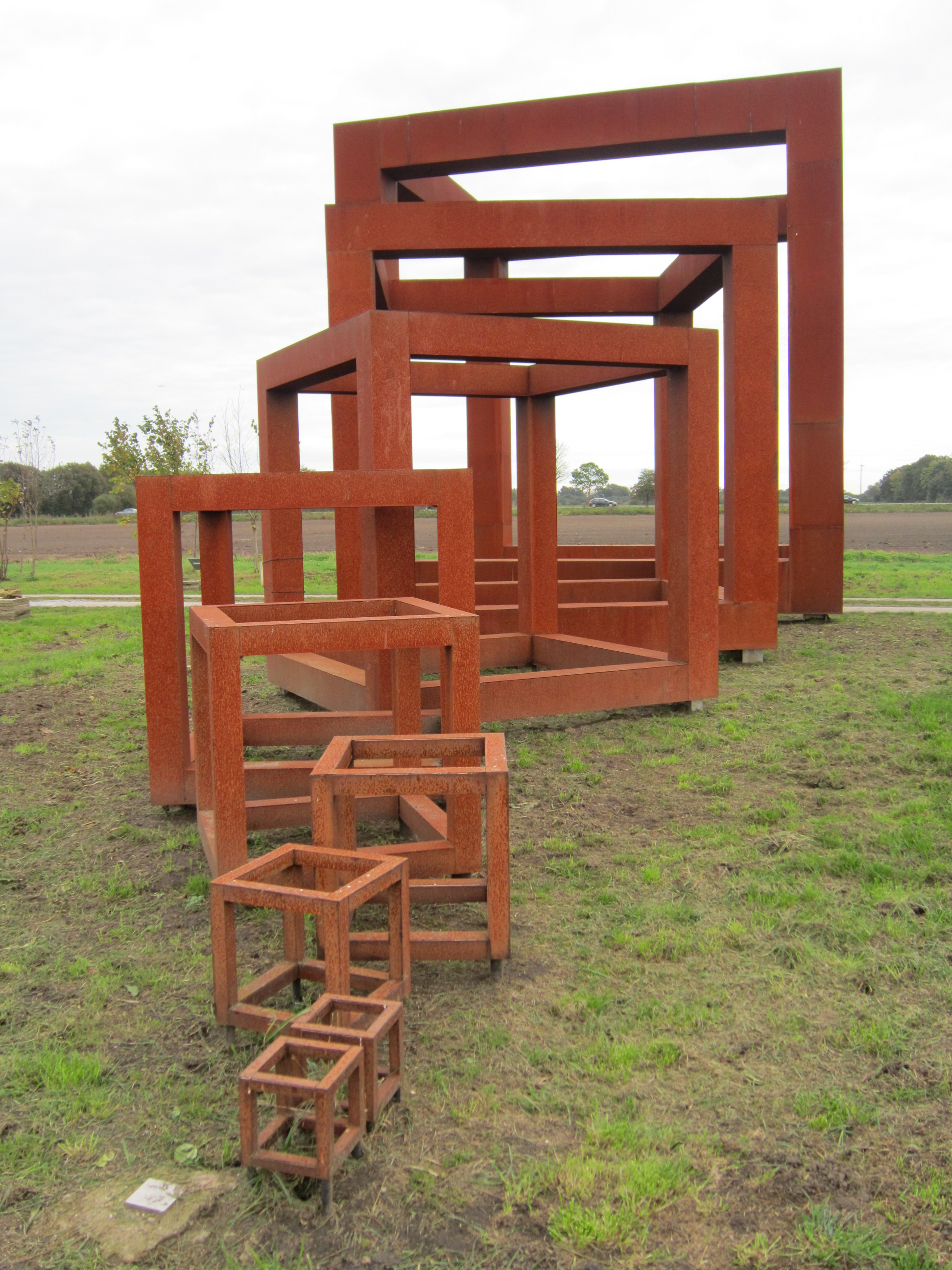
Skulptur „Fibonacci“
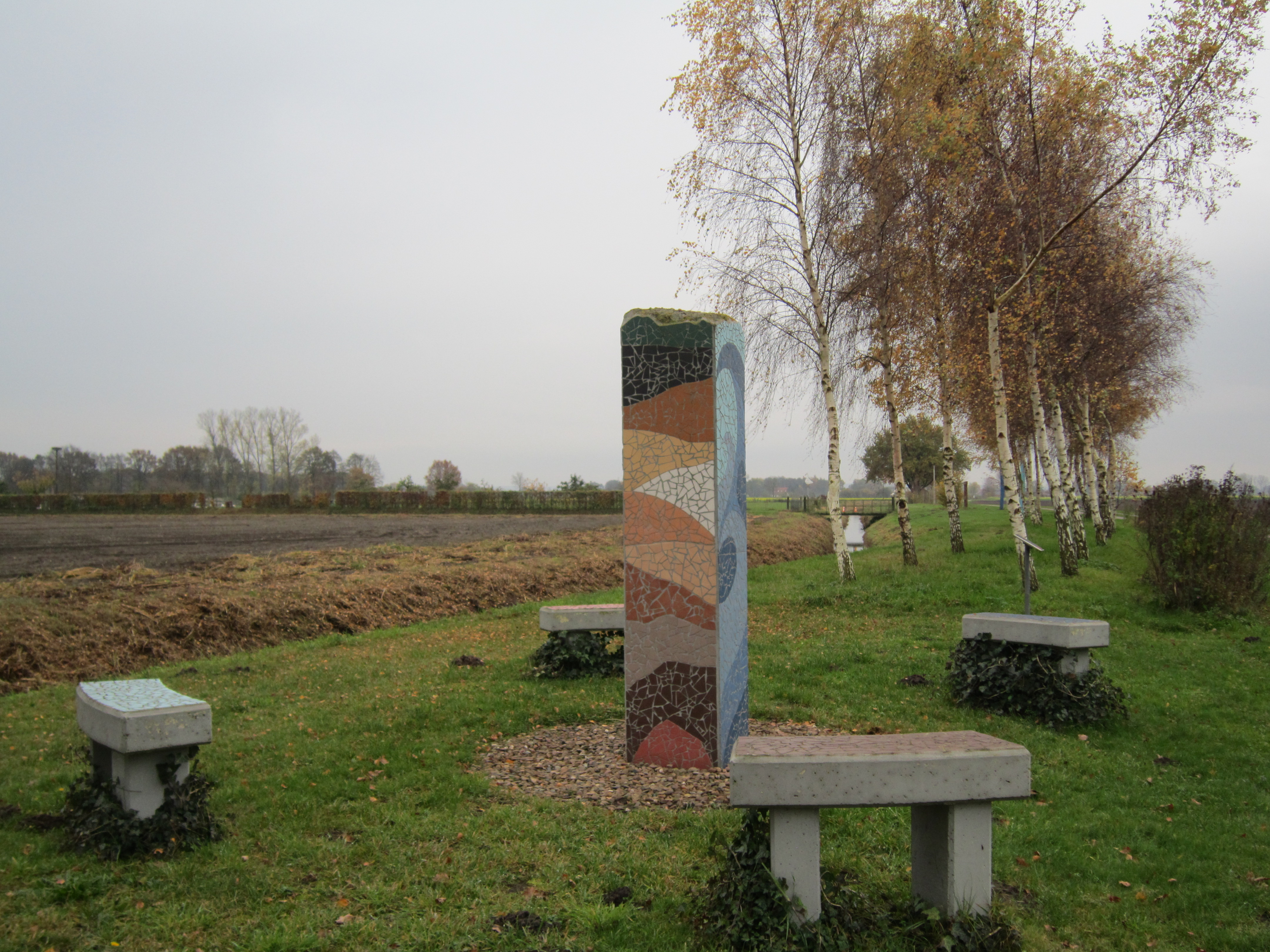
Installation „Elemente“
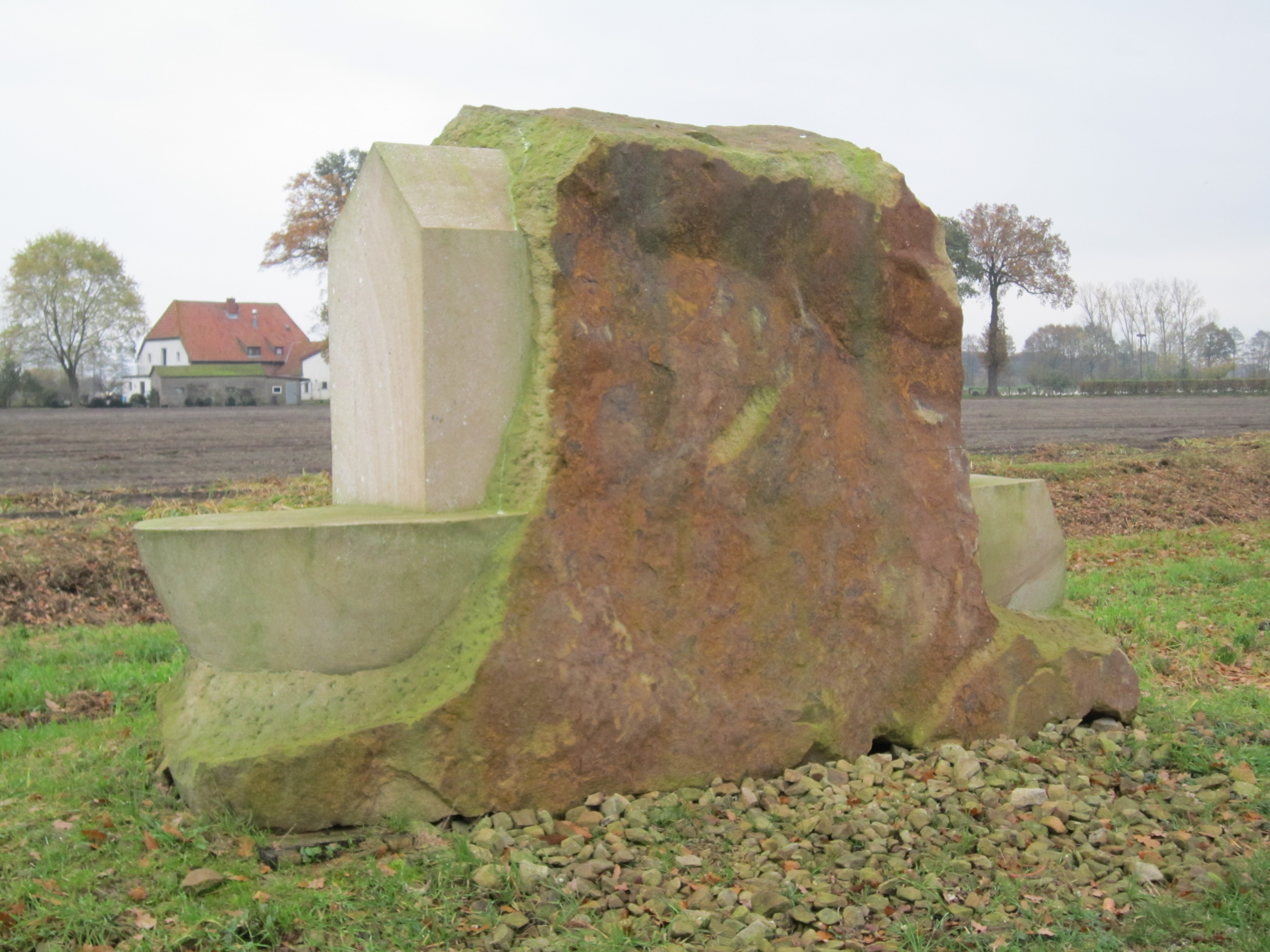
Skulptur „Die Arche“